# José Joaquín Izquierdo
José Joaquín Izquierdo Raudón, né le 8 mai de 1893 à Puebla de Zaragoza (Méxique) et mort le 16 janvier de 1974 à la ville de Mexico est un médecin, physiologie et historien des sciences mexicain.

## Biographie
Fils de Joaquín Pelayo Izquierdo et María Raudón, José se formera pour devenir médecin à l'Université de Puebla. En 1915, avant de se graduer en 1917, il participe aux efforts face à une épidémie de tiphus touchant une usine de sucre au sud du Tehuacán. Sa thèse portait le titre de Recherches sur le paludisme à Puebla (en espagnol : Investigaciones sobre el paludismo en Puebla). Il a entamé sa carrière comme enseignant à l'École de Médecine et à l'École Médicale-Militaire. Il devint rapidement directeur de l'École Nationale de Ciegos, à partir de 1918.
En 1922, l'Instititut d'Hygiène l'envoye aux États-Unis pour se former dans le domaine des politiques publiques de vaccination. En rencontrant des universitaires américains, il se retrouvera ébloui par la méthodologie expérimentale des universités américaines. En 1927, une bourse de la Fondation Rockefeller lui permet de travailler au Département de Physiologie de la Faculté de Médecine d'Harvard, à Cambridge, dans le Laboratoire de Biologie Marine de l'Université de Plymouth et dans le département de physiologie de l'Université de Cologne.
De retour au Mexique en 1930, il retourne à l'École Médicale-Militaire, l'École de Médecine et à l'École Nationale de Sciences Biologiques de l'Institut Polytechnique National mais cette fois en essayant d'implanter la physiologie expérimentale comme domaine de recherche et enseignement. Ses ouvrages portant autant sur la physiologie que sur l'histoire des sciences mexicaines, en prenant en compte des facteurs sociaux et politiques pour expliquer des tendances du développement scientifique.

## Distinctions
Il a été nommé membre de la American Physiological Society et de l'Académie Nationale de Médecine, de la Société Mexicaine de Biologie et Histoire Naturelle, ainsi que de l'Académie Mexicaine d'Histoire en 1959 (N° 8), de l'Académie Internationale d'Histoire des Sciences, membre honoraire de la Société Italienne d'Histoire de la Science Médicale et Naturelle, et de la American Association for the History of Medicine. Il a été, en plus, membre de l'Académie de Généalogie et Héraldique.
Il a aussi reçu d'autres distinctions :
- Décoration du Mérite Militaire de 2ᵉ classe du Secrétariat à la Défense nationale du Mexique.
- Médaille de l'Association de Chirurgiens des États-Unis.
- Ordre de Lafayette.
- Médaille au Mérite pédagogique, octroyée par le président du Mexique en 1952.
- Médaille "Maestro Altamirano".